# Birkin táska

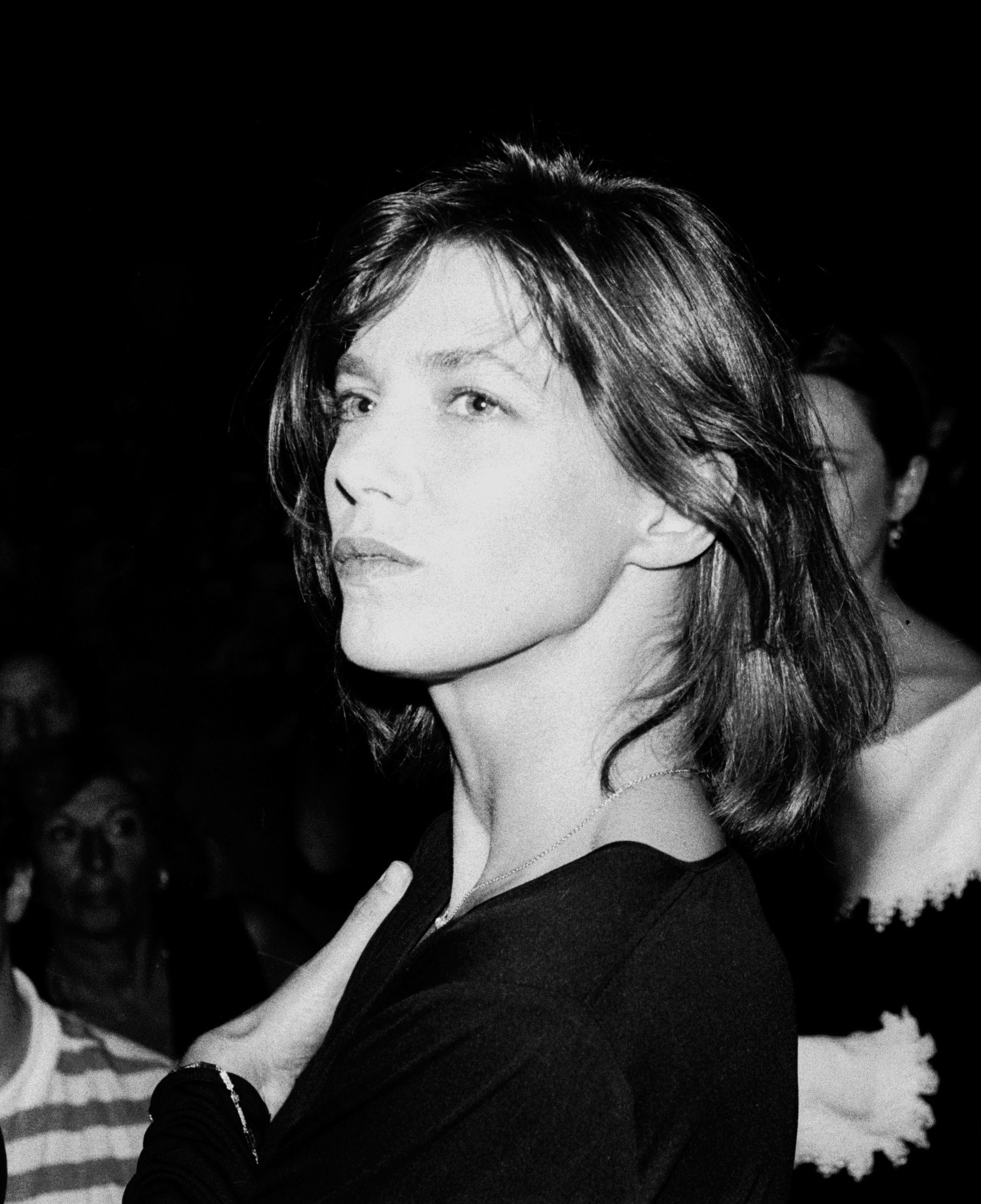
Jane Birkin 2008-ban az amerikai filmfesztiválon Deauville-ben, Normandiában, Franciaországban

A Birkin táska (vagy egyszerűen Birkin) egy tote táska, amelyet 1984-ben mutatott be a francia luxuscikkek gyártója, az Hermès. A Birkin táskák kézzel készültek bőrből, és nevüket az angol-francia színésznőről és énekesnőről, Jane Birkinről kapták, akinek az első táskát egyedi megrendelésre készítették. 
A táska magas ára és a feltételezett hosszú várólisták miatt gyorsan a gazdagság és az exkluzivitás szimbólumává vált. A Birkinek népszerűek lettek a tote táskagyűjtők körében, és hamarosan a világ legritkább kézitáskájának számítottak. A táskák értéke abból eredt, hogy az Hermès szándékosan magas, presztízsáron értékesíti azokat. A Birkin táskákhoz előre nem meghatározott ütemezés szerint és korlátozott mennyiségben, várólista alapján lehet hozzájutni, és ezzel az egyedi értékesítési gyakorlattal presztízskeresletet és exkluzivitást teremtettek.. 

## Történet

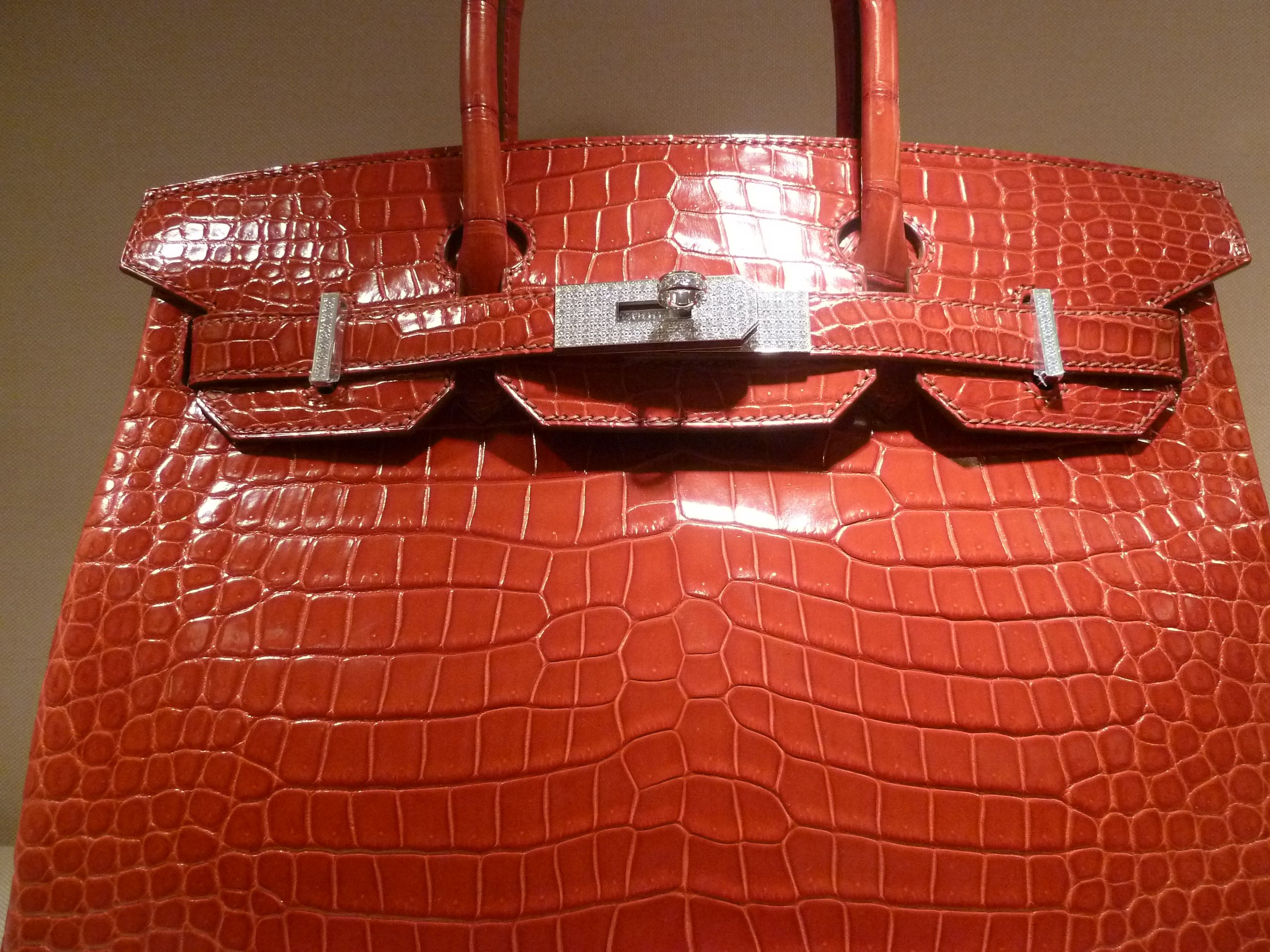
Hermès Birkin táska, piros krokodilbőr 2015-ből

A Birkin táska története 1983-ra nyúlik vissza, amikoris az Hermès vezérigazgatója, Jean-Louis Dumas Birkin mellett ült egy Párizsból Londonba tartó repülőn. Útközben Birkin elpanaszolta Dumas-nak, hogy lehetetlen olyan praktikus bőrtáskát találni, ami tetszene neki. 
A vezérigazgató azt mondta, hogy szerinte Birkinnek olyan táska kellene, aminek vannak zsebei. Birkin azt válaszolta, hogy amint az Hermès készít egy zsebekkel ellátott táskát, akkor majd vesz egy olyat. A következő évben Dumas készített neki egy fekete, rugalmas bőrből készült táskát: ez lett a Birkin táska.

## Gyártás
A táskákat Franciaországban kézzel készítik a cég jellegzetes, 1800-as években kifejlesztett nyeregvarrásos technikával. Minden táskát egyetlen remekműves mester varr kézzel, majd az elkészült művet csiszolják, festik és polírozzák, ami akár 18 órát is igénybe vehet. A remekművesek öt évig tanulnak, mire elkészíthetik első Birkin táskájukat. A bőrt különböző francia cserzőknél szerzik be, ezért illata és textúrája táskánként eltérő. A cég szerint a Birkin táska ára más táskákhoz képest indokolt, mivel gyártása nagy szakértelmet igényel.
2015-ben Birkin nyílt levelet írt az Hermèsnek, amelyben kérte, hogy a nevét távolítsák el a táskáról, amíg készítése során a nemzetközi normáknak megfelelő jobb gyakorlatokat nem lehet bevezetni, ezzel utalt a kegyetlen módszerekre, amelyekkel a táskák krokodilváltozatának bőrét dolgozták fel. Az Hermès nem sokkal később bejelentette, hogy újabb gyártásimód változtatási garanciákkal sikerült Birkin kétségeit eloszlatniuk.

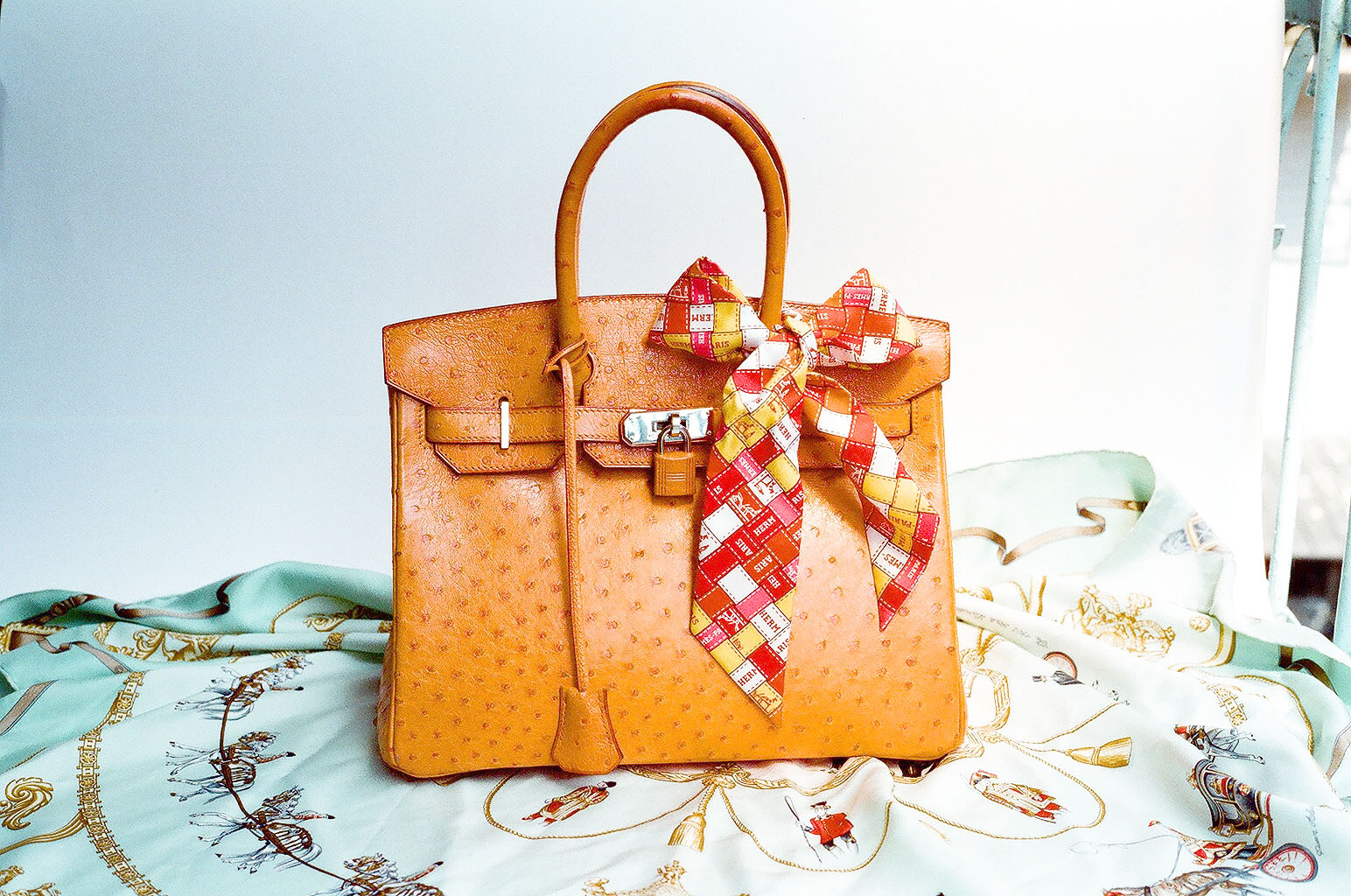
Hermès Ostrich Birkin táska

## Dizájn
A Birkin táskák különböző méretekben kaphatók. Mindegyik táska egyedi megrendelésre készül, a vevő által választott bőrből, színben és kiegészítőkkel. Egyedi lehetőségek is rendelkezésre állnak, például gyémántokkal való díszítés.
A táska különböző bőrökből készül, például borjúbőrből, gyíkbőrből és struccbőrből. A legdrágábbak közé tartozott a sósvízi krokodil bőr – a kisebb pikkelyű táskák drágábbak voltak, mint a nagyobb pikkelyűek. Minden táska kecskebőr béléssel rendelkezik, a belső szín megegyezik a külsővel. A Birkin táska ára a bőr típusától, színétől és a fém alkatrészekétől függ.
A méretek 25, 30, 35 és 40 centiméter között változnak, az utazótáskák mérete pedig 50 és 55 centiméter. 
Különböző színekben kapható, például fekete, barna, aranybarna, sötétkék, olíva zöld, narancs, rózsaszín, por kék, piros és fehér. A táska zárral és kulcsokkal rendelkezik. A zárak és a kulcsok számkóddal vannak ellátva. Korábban a zárak alján egy szám volt. A Hermès nemrégiben egy második számot is hozzáadott a Hermès logó alá. Ezek a számok tételszámok: sok zár ugyanazt a számot viselheti. A fém kiegészítők arannyal vagy palládiummal vannak bevonva. Gyémántokkal díszítés egyedi opció. Az Hermès „spa kezelésnek” nevezett felújítási szolgáltatást kínál a sokat használt táskákhoz.

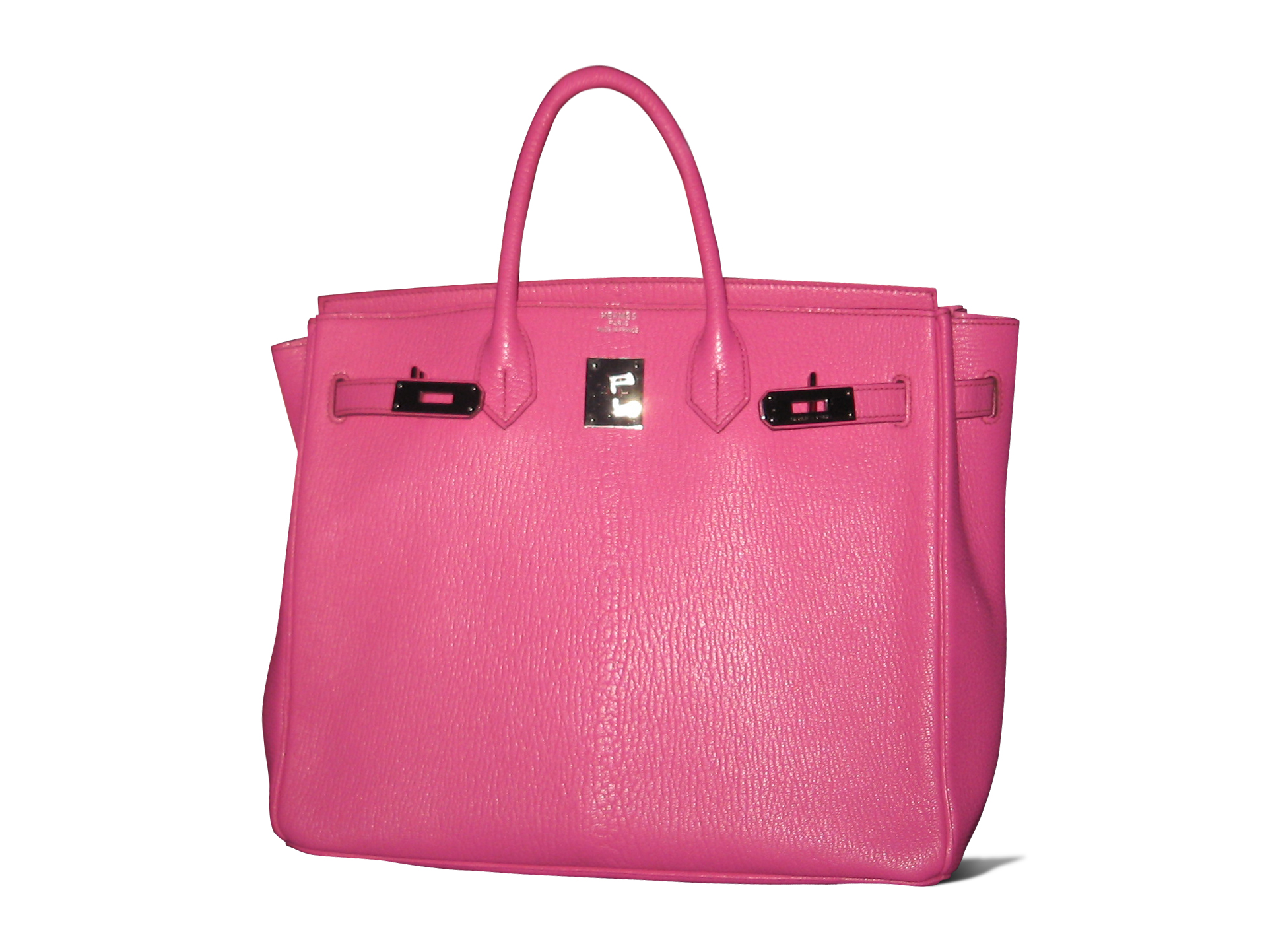
Pink Birkin táska 2007-ből

## Státuszszimbólum
A Birkin táska idővel státuszszimbólummá, a luxus megtestesítőjévé vált. Ára jellemzően 10 000 dollárnál kezdődött, de a pénz nem volt minden, a Birkin táskát pénzért sem vehette meg akárki, az Hermès évekig tartó várólista mellett is megválogatta a vevőit.
Az Hermès legdrágább táskájának sokáig a Diamond Himalaya Birkint tartották, amit 2022-ben 450 ezer dolláros áron árverezett el a Sotheby’s. A gyémántokkal kirakott táska nílusikrokodil-bőrből készült, amelyet fehér és szürke színátmenettel festettek be.
Az első táska nemcsak a stílust, hanem a praktikumot is megtestesítette: elég tágas volt ahhoz, hogy akár egy cumisüveg vagy egy könyv is beleférjen – ez különösen fontos volt az akkor még kisgyermekes Jane Birkin számára. A színésznő tíz évig használta, majd jótékonysági célból aukcióra ajánlotta fel az első Birkin táskát. Aztán a táska többször is gazdát cserélt, végül rekordáron talált új tulajdonosra. 
A világ első Hermès Birkin táskája, amelyet a francia divatház 1984-ben készített Jane Birkinnek 2025 júliusában a Sotheby’s párizsi árverésén 8,6 millió euróért, mintegy 3,4 milliárd forintért kelt el.